# Happy birthday to you
A Happy birthday to you egy igen népszerű születésnap-köszöntő dal. Dallamát az amerikai Hill-nővéreknek tulajdonítják, és 1893-ban jelent meg egy óvodai daloskönyvben Good Morning to All címmel. A dal a mai „Happy birthday to you” szöveggel először 1912-ben jelent meg nyomtatásban, de valószínűleg, már korábban is létezett.
A dal körül hosszas szerzői jogi viták folytak, míg végül 2015-ben egy amerikai bíróság kimondta, hogy a kíséret nélküli dal közkincs, nem illeti meg szerzői jogi védelem.

## Kotta és dallam
Eredeti angol nyelven

## Magyar feldolgozás
| Szerző        | Mire           | Mű                             |
| ------------- | -------------- | ------------------------------ |
| Ludvig József | tangóharmonika | Kicsiny falu, ott születtem én |

## Felvételek
- Happy Birthday To You. The Beatles  YouTube (2015. március 4.)  (Hozzáférés: 2017. március 29.) (videó)
- Sexy Happy Birthday. Beyoncé Knowles  YouTube (2012. november 5.)  (Hozzáférés: 2017. március 29.) (videó)
- Happy Birthday. Jennifer Hudson  YouTube (2011. november 2.)  (Hozzáférés: 2017. március 29.) (videó)

## Fordítás
- Ez a szócikk részben vagy egészben  a   Happy birthday to you című angol Wikipédia-szócikk fordításán alapul.  Az eredeti cikk szerkesztőit annak laptörténete sorolja fel. Ez a jelzés csupán a megfogalmazás eredetét és a szerzői jogokat jelzi, nem szolgál a cikkben szereplő információk forrásmegjelöléseként.